# Nacionalna galerija u Pragu
Nacionalna galerija u Pragu (češ. Národní galerie v Praze) je umjetnička galerija u Pragu.
5. veljače 1796. godine grupa aristokrata utemeljuje "Galeriju slika domoljubnih prijatelja umjetnosti", koja je postala temelj trenutne Nacionalne galerije u Pragu. Godina 1902. galerija je upisana kao "Moderna galerija Kraljevine Češke" kao privatno vlasništvo cara Franje Josipa I. Godine 1918. ovo mjesto postaje središnjom galerijom u tada novoosnovanoj Čehoslovačkoj. Godine 1995. otvoren je dio posvećen suvremenoj umjetnosti. Galerija sadrži brojne radove umjetnika kao što su: Picasso, Monet, Van Gogh, Rodin, Gauguina, Cézannea i brojni drugi.

## Struktura
Nacionalna galerija ima sljedeće zbirke:
- Zbirka starih majstora
- Zbirka 19. stoljeća umjetnosti
- Zbirka orijentalne umjetnosti
- Zbirka moderne i suvremene umjetnosti